# الإعاقة في أوكرانيا

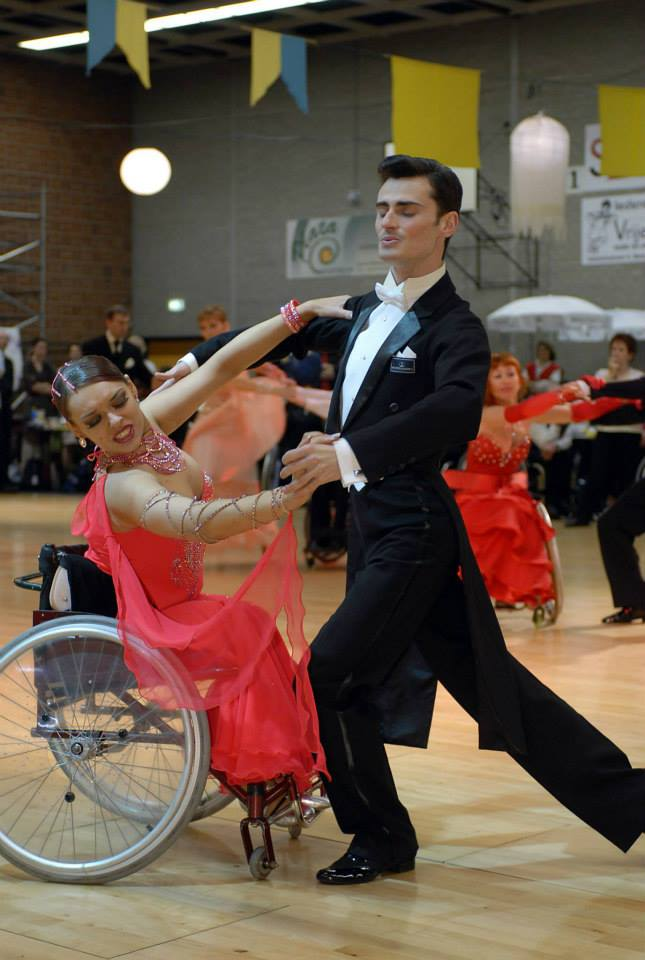
ثنائي الرقص الأوكراني أولكسندر إيفانوف وإيلونا سلوغوفينا في عام 2014

في عام 2014، بلغ عدد الأشخاص ذوي الإعاقة في أوكرانيا نحو 2.7 مليون شخص (ما يعادل 6٪ من السكان) ولا يشمل هذا الرقم، بحسب التقارير، نحو 1.5٪ من الأشخاص الذين يعانون من إعاقات مؤقتة.
وفي نفس العام، سُجّل أن 35٪ من الأفراد الذين تتراوح أعمارهم بين 60 و 70 عامًا يعانون من إعاقات مرتبطة بالتقدم في السن، بينما ارتفعت النسبة إلى 50٪ بين من تجاوزوا سن الثمانين.
تشتهر أوكرانيا بأنها "غير صديقة للأشخاص ذوي الإعاقة". على سبيل المثال، في العاصمة كييف، يعتبر 4% فقط من البنية التحتية "صديقة للأشخاص ذوي الإعاقة".
في تسعينيات القرن العشرين، ارتفعت معدلات البطالة بين الأشخاص ذوي الإعاقة بشكل حاد في أوكرانيا (وغيرها من بلدان أوروبا الشرقية) بسبب الانهيار الاقتصادي.
في عام 2021، أطلقت شركة السكك الحديدية الوطنية الأوكرانية Ukrzaliznytsia أول قطاراتها الصديقة لذوي الاحتياجات الخاصة مع مساحة مخصصة للكراسي المتحركة.
تُعد أوكرانيا واحدة من أنجح الدول في الألعاب البارالمبية.